# 沈從本
沈從本（1573年—1603年），字道生，南直隶苏州府常熟县人，明朝政治人物。

## 生平
萬曆二十二年（1594年）甲午科应天乡试舉人，二十六年（1598年）戊戌科進士，兵部觀政，次年授官中書舍人，萬曆三十一年卒。